# You're the First, the Last, My Everything
You're the First, the Last, My Everything è una canzone scritta da Barry White, Anthony Sepe e Peter Sterling Radcliffe e prodotta e registrata da White nel 1974, pubblicata come secondo singolo estratto dall'album Can't Get Enough.
Radcliffe originariamente scrisse You're the First, The Last, My Everything come canzone country, con il titolo You're My First, You're My Last, My In-Between, che però rimase inedita per 21 anni. Barry White la registrò nella sua versione disco e riscrivendo in parte il testo.
Il brano fu il quarto di White ad entrare nella top ten della Billboard Hot 100 raggiungendo la seconda posizione. Il singolo inoltre rimase per una settimana in vetta alla classifica Billboard Hot Soul Singles. Il singolo ebbe una ottima accoglienza anche in Europa, entrando nella top ten di Regno Unito come prima per due settimane e settima in Austria e Svizzera.
Il singolo ricevette anche un disco d'oro dalla RIIA il 2 luglio 1974.
La canzone è apparsa numerose volte in film e serie televisive, nello specifico in diverse puntate di Ally McBeal e nella colonna sonora dei film Caruso Pascoski (di padre polacco) e Che pasticcio, Bridget Jones!.

## Tracce
7 Single
1. You're The First, The Last, My Everything - 3:34
2. More Than Anything, You're My Everything - 3:06

## Classifiche
| Classifica (1974)      | Posizione più alta |
| ---------------------- | ------------------ |
| U.S. Billboard Hot 100 | 2                  |
| U.S. R&B Chart         | 1                  |
| Regno Unito            | 1                  |
| Svizzera               | 7                  |
| Austria                | 7                  |
| Paesi Bassi            | 13                 |